# Qualificazioni al campionato europeo maschile di calcio 1968 - Gruppo 5

## Classifica
| Pos | Squadra      | Pti | G | V | N | P | GF | GS | DR  |
| --- | ------------ | --- | - | - | - | - | -- | -- | --- |
| 1   | Ungheria     | 9   | 6 | 4 | 1 | 1 | 15 | 5  | +10 |
| 2   | Germania Est | 7   | 6 | 3 | 1 | 2 | 10 | 10 | 0   |
| 3   | Paesi Bassi  | 5   | 6 | 2 | 1 | 3 | 11 | 11 | 0   |
| 4   | Danimarca    | 3   | 6 | 1 | 1 | 4 | 6  | 16 | -10 |

## Risultati
| Arbitro: | Birger Nilsen |

|                      |           |                        |
| Pijs 35’ Cruijff 54’ | Marcatori | 70’ Molnár 86’ Mészöly |

| Arbitro: | Petros Tzouvaras |

|                                                               |           |  |
| Albert 1’ 30’ Mészöly 9’ (rig.) Bene 14’ Farkas 36’ Varga 83’ | Marcatori |  |

| Arbitro: | Aníbal da Silva Oliveira |

|                               |           |  |
| Swart 58’ Van der Kuijlen 73’ | Marcatori |  |

| Arbitro: | Hannes Sigurðsson |

|                               |           |                           |
| Vogel 50’ Frenzel 62’ 78’ 85’ | Marcatori | 10’ Mulder 12’ 65’ Keizer |

| Arbitro: | Franz Mayer |

|                              |           |              |
| Mészöly 8’ (rig.) Farkas 30’ | Marcatori | 63’ Suurbier |

| Arbitro: | William John Gow |

|  |           |                     |
|  | Marcatori | 30’ Albert 70’ Bene |

| Arbitro: | Joseph Hannet |

|                   |           |         |
| Bjerre 65’ (rig.) | Marcatori | 5’ Löwe |

| Arbitro: | Thomas Wharton |

|            |           |  |
| Cruijff 2’ | Marcatori |  |

| Arbitro: | Tofik Bakhramov |

|                   |           |             |
| Farkas 9’ 48’ 50’ | Marcatori | 58’ Frenzel |

| Arbitro: | Malcolm Hall Wright |

|                                       |           |                         |
| Bjerre 43’ (rig.) 74’ Søndergaard 54’ | Marcatori | 74’ Suurbier 76’ Israël |

| Arbitro: | Ryszard Banasiuk |

|                                  |           |                              |
| Körner 35’ (rig.) Pankau 59’ 73’ | Marcatori | 25’ Dyreborg 38’ Søndergaard |

| Arbitro: | Robert Héliès |

|             |           |  |
| Frenzel 51’ | Marcatori |  |

## Classifica marcatori
5 reti
- János Farkas
- Henning Frenzel

3 reti
- Kresten Bjerre
- Flórián Albert
- Kálmán Mészöly

2 reti
- Tom Søndergaard
- Herbert Pankau
- Ferenc Bene
- Johan Cruijff
- Piet Keizer
- Wim Suurbier

1 rete
- Erik Dyreborg
- Gerhard Körner
- Wolfram Löwe
- Eberhard Vogel
- Dezső Molnár
- Zoltán Varga
- Rinus Israël
- Jan Mulder
- Miel Pijs
- Sjaak Swart
- Willy van der Kuijlen